# Apex (geometrie)

Apexul și baza unei piramide patrulatere

În geometrie, apexul (plural apexuri) este vârful care este considerat „cel mai de sus” al figurii căreia îi aparține. Utilizarea tipică a termenului este pentru vârful opus unei baze, sau pentru un vârf care trebuie deosebit de celelalte. Cuvântul provine din latină apex, care înseamnă „vârf, culme”.

## În spațiul bidimensional
În principiu, într-un triunghi oarecare, oricare vârf poate fi considerat apex față de latura opusă. Într-un triunghi isoscel, apexul este vârful în care se întâlnesc cele două laturi de lungime egală, fiind opus celei de a treia laturi, inegală cu celelalte două.

## În spațiul tridimensional
Într-o piramidă sau într-un con, apexul este vârful „din vârf”, opus bazei. Într-o piramidă, apexul este vârful care face parte din toate fețele laterale, respectiv locul unde toate muchiile laterale se întâlnesc.